# Coupe des clubs champions européens de handball 1987-1988
Navigation
Coupe des clubs champions 1986-1987 Coupe des clubs champions 1988-1989
La saison 1987-1988 de la Coupe des clubs champions européens de handball met aux prises 29 équipes européennes. Il s’agit de la 28e édition de la compétition organisée par l'IHF.
Le vainqueur est le club soviétique du CSKA Moscou qui remporte le sacre européen pour la première fois.

## Participants
| Deuxième tour préliminaire | Deuxième tour préliminaire | Deuxième tour préliminaire | Deuxième tour préliminaire | Deuxième tour préliminaire | Deuxième tour préliminaire | Deuxième tour préliminaire | Deuxième tour préliminaire | Deuxième tour préliminaire | Deuxième tour préliminaire | Deuxième tour préliminaire | Deuxième tour préliminaire | Deuxième tour préliminaire | Deuxième tour préliminaire | Deuxième tour préliminaire | Deuxième tour préliminaire | Deuxième tour préliminaire | Deuxième tour préliminaire | Deuxième tour préliminaire | Deuxième tour préliminaire | Deuxième tour préliminaire | Deuxième tour préliminaire | Deuxième tour préliminaire | Deuxième tour préliminaire | Deuxième tour préliminaire | Deuxième tour préliminaire | Deuxième tour préliminaire | Deuxième tour préliminaire | Deuxième tour préliminaire | Deuxième tour préliminaire |
| --- | --- | --- | --- | --- | --- | --- | --- | --- | --- | --- | --- | --- | --- | --- | --- | --- | --- | --- | --- | --- | --- | --- | --- | --- | --- | --- | --- | --- | --- |
| - Metaloplastika Šabac : Champion de Yougoslavie - Wybrzeże Gdańsk : Champion de Pologne | - Metaloplastika Šabac : Champion de Yougoslavie - Wybrzeże Gdańsk : Champion de Pologne | - Metaloplastika Šabac : Champion de Yougoslavie - Wybrzeże Gdańsk : Champion de Pologne | - Metaloplastika Šabac : Champion de Yougoslavie - Wybrzeże Gdańsk : Champion de Pologne | - Metaloplastika Šabac : Champion de Yougoslavie - Wybrzeże Gdańsk : Champion de Pologne | - Metaloplastika Šabac : Champion de Yougoslavie - Wybrzeże Gdańsk : Champion de Pologne | - Metaloplastika Šabac : Champion de Yougoslavie - Wybrzeże Gdańsk : Champion de Pologne | - Metaloplastika Šabac : Champion de Yougoslavie - Wybrzeże Gdańsk : Champion de Pologne | - Metaloplastika Šabac : Champion de Yougoslavie - Wybrzeże Gdańsk : Champion de Pologne | - Metaloplastika Šabac : Champion de Yougoslavie - Wybrzeże Gdańsk : Champion de Pologne | - Metaloplastika Šabac : Champion de Yougoslavie - Wybrzeże Gdańsk : Champion de Pologne | - Metaloplastika Šabac : Champion de Yougoslavie - Wybrzeże Gdańsk : Champion de Pologne | - Metaloplastika Šabac : Champion de Yougoslavie - Wybrzeże Gdańsk : Champion de Pologne | - Metaloplastika Šabac : Champion de Yougoslavie - Wybrzeże Gdańsk : Champion de Pologne | - Metaloplastika Šabac : Champion de Yougoslavie - Wybrzeże Gdańsk : Champion de Pologne | - CSKA Moscou : Champion d'URSS | - CSKA Moscou : Champion d'URSS | - CSKA Moscou : Champion d'URSS | - CSKA Moscou : Champion d'URSS | - CSKA Moscou : Champion d'URSS | - CSKA Moscou : Champion d'URSS | - CSKA Moscou : Champion d'URSS | - CSKA Moscou : Champion d'URSS | - CSKA Moscou : Champion d'URSS | - CSKA Moscou : Champion d'URSS | - CSKA Moscou : Champion d'URSS | - CSKA Moscou : Champion d'URSS | - CSKA Moscou : Champion d'URSS | - CSKA Moscou : Champion d'URSS | - CSKA Moscou : Champion d'URSS |
| Premier tour préliminaire | | | | | | | | | | | | | | | | | | | | | | | | | | | | | |
| - SC Empor Rostock : Champion d'Allemagne de l'Est - TUSEM Essen : Champion d'Allemagne de l'Ouest - ATSE Waagner Biro Graz : Champion d'Autriche - Sporting Neerpelt : Champion de Belgique 1987 - CSKA Sofia : Champion de Bulgarie - IKN Larnacas : Champion de Chypre - Kolding IF Håndbold : Champion du Danemark - CD Bidasoa : Champion d'Espagne - BK-46 Karis : Champion de Finlande - USM Gagny : Champion de France 1987 - Ionikós de Néa Filadélfia : Champion de Grèce - Vestmanna IF : Champion des Îles Féroé - Vikingur Reykjavik : Champion d'Islande | - SC Empor Rostock : Champion d'Allemagne de l'Est - TUSEM Essen : Champion d'Allemagne de l'Ouest - ATSE Waagner Biro Graz : Champion d'Autriche - Sporting Neerpelt : Champion de Belgique 1987 - CSKA Sofia : Champion de Bulgarie - IKN Larnacas : Champion de Chypre - Kolding IF Håndbold : Champion du Danemark - CD Bidasoa : Champion d'Espagne - BK-46 Karis : Champion de Finlande - USM Gagny : Champion de France 1987 - Ionikós de Néa Filadélfia : Champion de Grèce - Vestmanna IF : Champion des Îles Féroé - Vikingur Reykjavik : Champion d'Islande | - SC Empor Rostock : Champion d'Allemagne de l'Est - TUSEM Essen : Champion d'Allemagne de l'Ouest - ATSE Waagner Biro Graz : Champion d'Autriche - Sporting Neerpelt : Champion de Belgique 1987 - CSKA Sofia : Champion de Bulgarie - IKN Larnacas : Champion de Chypre - Kolding IF Håndbold : Champion du Danemark - CD Bidasoa : Champion d'Espagne - BK-46 Karis : Champion de Finlande - USM Gagny : Champion de France 1987 - Ionikós de Néa Filadélfia : Champion de Grèce - Vestmanna IF : Champion des Îles Féroé - Vikingur Reykjavik : Champion d'Islande | - SC Empor Rostock : Champion d'Allemagne de l'Est - TUSEM Essen : Champion d'Allemagne de l'Ouest - ATSE Waagner Biro Graz : Champion d'Autriche - Sporting Neerpelt : Champion de Belgique 1987 - CSKA Sofia : Champion de Bulgarie - IKN Larnacas : Champion de Chypre - Kolding IF Håndbold : Champion du Danemark - CD Bidasoa : Champion d'Espagne - BK-46 Karis : Champion de Finlande - USM Gagny : Champion de France 1987 - Ionikós de Néa Filadélfia : Champion de Grèce - Vestmanna IF : Champion des Îles Féroé - Vikingur Reykjavik : Champion d'Islande | - SC Empor Rostock : Champion d'Allemagne de l'Est - TUSEM Essen : Champion d'Allemagne de l'Ouest - ATSE Waagner Biro Graz : Champion d'Autriche - Sporting Neerpelt : Champion de Belgique 1987 - CSKA Sofia : Champion de Bulgarie - IKN Larnacas : Champion de Chypre - Kolding IF Håndbold : Champion du Danemark - CD Bidasoa : Champion d'Espagne - BK-46 Karis : Champion de Finlande - USM Gagny : Champion de France 1987 - Ionikós de Néa Filadélfia : Champion de Grèce - Vestmanna IF : Champion des Îles Féroé - Vikingur Reykjavik : Champion d'Islande | - SC Empor Rostock : Champion d'Allemagne de l'Est - TUSEM Essen : Champion d'Allemagne de l'Ouest - ATSE Waagner Biro Graz : Champion d'Autriche - Sporting Neerpelt : Champion de Belgique 1987 - CSKA Sofia : Champion de Bulgarie - IKN Larnacas : Champion de Chypre - Kolding IF Håndbold : Champion du Danemark - CD Bidasoa : Champion d'Espagne - BK-46 Karis : Champion de Finlande - USM Gagny : Champion de France 1987 - Ionikós de Néa Filadélfia : Champion de Grèce - Vestmanna IF : Champion des Îles Féroé - Vikingur Reykjavik : Champion d'Islande | - SC Empor Rostock : Champion d'Allemagne de l'Est - TUSEM Essen : Champion d'Allemagne de l'Ouest - ATSE Waagner Biro Graz : Champion d'Autriche - Sporting Neerpelt : Champion de Belgique 1987 - CSKA Sofia : Champion de Bulgarie - IKN Larnacas : Champion de Chypre - Kolding IF Håndbold : Champion du Danemark - CD Bidasoa : Champion d'Espagne - BK-46 Karis : Champion de Finlande - USM Gagny : Champion de France 1987 - Ionikós de Néa Filadélfia : Champion de Grèce - Vestmanna IF : Champion des Îles Féroé - Vikingur Reykjavik : Champion d'Islande | - SC Empor Rostock : Champion d'Allemagne de l'Est - TUSEM Essen : Champion d'Allemagne de l'Ouest - ATSE Waagner Biro Graz : Champion d'Autriche - Sporting Neerpelt : Champion de Belgique 1987 - CSKA Sofia : Champion de Bulgarie - IKN Larnacas : Champion de Chypre - Kolding IF Håndbold : Champion du Danemark - CD Bidasoa : Champion d'Espagne - BK-46 Karis : Champion de Finlande - USM Gagny : Champion de France 1987 - Ionikós de Néa Filadélfia : Champion de Grèce - Vestmanna IF : Champion des Îles Féroé - Vikingur Reykjavik : Champion d'Islande | - SC Empor Rostock : Champion d'Allemagne de l'Est - TUSEM Essen : Champion d'Allemagne de l'Ouest - ATSE Waagner Biro Graz : Champion d'Autriche - Sporting Neerpelt : Champion de Belgique 1987 - CSKA Sofia : Champion de Bulgarie - IKN Larnacas : Champion de Chypre - Kolding IF Håndbold : Champion du Danemark - CD Bidasoa : Champion d'Espagne - BK-46 Karis : Champion de Finlande - USM Gagny : Champion de France 1987 - Ionikós de Néa Filadélfia : Champion de Grèce - Vestmanna IF : Champion des Îles Féroé - Vikingur Reykjavik : Champion d'Islande | - SC Empor Rostock : Champion d'Allemagne de l'Est - TUSEM Essen : Champion d'Allemagne de l'Ouest - ATSE Waagner Biro Graz : Champion d'Autriche - Sporting Neerpelt : Champion de Belgique 1987 - CSKA Sofia : Champion de Bulgarie - IKN Larnacas : Champion de Chypre - Kolding IF Håndbold : Champion du Danemark - CD Bidasoa : Champion d'Espagne - BK-46 Karis : Champion de Finlande - USM Gagny : Champion de France 1987 - Ionikós de Néa Filadélfia : Champion de Grèce - Vestmanna IF : Champion des Îles Féroé - Vikingur Reykjavik : Champion d'Islande | - SC Empor Rostock : Champion d'Allemagne de l'Est - TUSEM Essen : Champion d'Allemagne de l'Ouest - ATSE Waagner Biro Graz : Champion d'Autriche - Sporting Neerpelt : Champion de Belgique 1987 - CSKA Sofia : Champion de Bulgarie - IKN Larnacas : Champion de Chypre - Kolding IF Håndbold : Champion du Danemark - CD Bidasoa : Champion d'Espagne - BK-46 Karis : Champion de Finlande - USM Gagny : Champion de France 1987 - Ionikós de Néa Filadélfia : Champion de Grèce - Vestmanna IF : Champion des Îles Féroé - Vikingur Reykjavik : Champion d'Islande | - SC Empor Rostock : Champion d'Allemagne de l'Est - TUSEM Essen : Champion d'Allemagne de l'Ouest - ATSE Waagner Biro Graz : Champion d'Autriche - Sporting Neerpelt : Champion de Belgique 1987 - CSKA Sofia : Champion de Bulgarie - IKN Larnacas : Champion de Chypre - Kolding IF Håndbold : Champion du Danemark - CD Bidasoa : Champion d'Espagne - BK-46 Karis : Champion de Finlande - USM Gagny : Champion de France 1987 - Ionikós de Néa Filadélfia : Champion de Grèce - Vestmanna IF : Champion des Îles Féroé - Vikingur Reykjavik : Champion d'Islande | - SC Empor Rostock : Champion d'Allemagne de l'Est - TUSEM Essen : Champion d'Allemagne de l'Ouest - ATSE Waagner Biro Graz : Champion d'Autriche - Sporting Neerpelt : Champion de Belgique 1987 - CSKA Sofia : Champion de Bulgarie - IKN Larnacas : Champion de Chypre - Kolding IF Håndbold : Champion du Danemark - CD Bidasoa : Champion d'Espagne - BK-46 Karis : Champion de Finlande - USM Gagny : Champion de France 1987 - Ionikós de Néa Filadélfia : Champion de Grèce - Vestmanna IF : Champion des Îles Féroé - Vikingur Reykjavik : Champion d'Islande | - SC Empor Rostock : Champion d'Allemagne de l'Est - TUSEM Essen : Champion d'Allemagne de l'Ouest - ATSE Waagner Biro Graz : Champion d'Autriche - Sporting Neerpelt : Champion de Belgique 1987 - CSKA Sofia : Champion de Bulgarie - IKN Larnacas : Champion de Chypre - Kolding IF Håndbold : Champion du Danemark - CD Bidasoa : Champion d'Espagne - BK-46 Karis : Champion de Finlande - USM Gagny : Champion de France 1987 - Ionikós de Néa Filadélfia : Champion de Grèce - Vestmanna IF : Champion des Îles Féroé - Vikingur Reykjavik : Champion d'Islande | - SC Empor Rostock : Champion d'Allemagne de l'Est - TUSEM Essen : Champion d'Allemagne de l'Ouest - ATSE Waagner Biro Graz : Champion d'Autriche - Sporting Neerpelt : Champion de Belgique 1987 - CSKA Sofia : Champion de Bulgarie - IKN Larnacas : Champion de Chypre - Kolding IF Håndbold : Champion du Danemark - CD Bidasoa : Champion d'Espagne - BK-46 Karis : Champion de Finlande - USM Gagny : Champion de France 1987 - Ionikós de Néa Filadélfia : Champion de Grèce - Vestmanna IF : Champion des Îles Féroé - Vikingur Reykjavik : Champion d'Islande | - Maccabi Rishon LeZion : Champion d'Israël - CC Ortigia Siracusa : Champion d'Italie - HB Eschois Fola : Champion du Luxembourg - Veszprémi ÁÉV-Bramac SE : Champion de Hongrie - Stavanger IF : Champion de Norvège - HV Sittardia : Champion des Pays-Bas - ABC Braga : Champion du Portugal - Dukla Prague : Champion de Tchécoslovaquie - Halkbank Ankara :Champion de Turquie - Redbergslids IK : Champion de Suède - ZMC Amicitia Zurich : Champion de Suisse - Steaua Bucarest : Champion de Roumanie - HB Liverpool : Champion de Grande-Bretagne | - Maccabi Rishon LeZion : Champion d'Israël - CC Ortigia Siracusa : Champion d'Italie - HB Eschois Fola : Champion du Luxembourg - Veszprémi ÁÉV-Bramac SE : Champion de Hongrie - Stavanger IF : Champion de Norvège - HV Sittardia : Champion des Pays-Bas - ABC Braga : Champion du Portugal - Dukla Prague : Champion de Tchécoslovaquie - Halkbank Ankara :Champion de Turquie - Redbergslids IK : Champion de Suède - ZMC Amicitia Zurich : Champion de Suisse - Steaua Bucarest : Champion de Roumanie - HB Liverpool : Champion de Grande-Bretagne | - Maccabi Rishon LeZion : Champion d'Israël - CC Ortigia Siracusa : Champion d'Italie - HB Eschois Fola : Champion du Luxembourg - Veszprémi ÁÉV-Bramac SE : Champion de Hongrie - Stavanger IF : Champion de Norvège - HV Sittardia : Champion des Pays-Bas - ABC Braga : Champion du Portugal - Dukla Prague : Champion de Tchécoslovaquie - Halkbank Ankara :Champion de Turquie - Redbergslids IK : Champion de Suède - ZMC Amicitia Zurich : Champion de Suisse - Steaua Bucarest : Champion de Roumanie - HB Liverpool : Champion de Grande-Bretagne | - Maccabi Rishon LeZion : Champion d'Israël - CC Ortigia Siracusa : Champion d'Italie - HB Eschois Fola : Champion du Luxembourg - Veszprémi ÁÉV-Bramac SE : Champion de Hongrie - Stavanger IF : Champion de Norvège - HV Sittardia : Champion des Pays-Bas - ABC Braga : Champion du Portugal - Dukla Prague : Champion de Tchécoslovaquie - Halkbank Ankara :Champion de Turquie - Redbergslids IK : Champion de Suède - ZMC Amicitia Zurich : Champion de Suisse - Steaua Bucarest : Champion de Roumanie - HB Liverpool : Champion de Grande-Bretagne | - Maccabi Rishon LeZion : Champion d'Israël - CC Ortigia Siracusa : Champion d'Italie - HB Eschois Fola : Champion du Luxembourg - Veszprémi ÁÉV-Bramac SE : Champion de Hongrie - Stavanger IF : Champion de Norvège - HV Sittardia : Champion des Pays-Bas - ABC Braga : Champion du Portugal - Dukla Prague : Champion de Tchécoslovaquie - Halkbank Ankara :Champion de Turquie - Redbergslids IK : Champion de Suède - ZMC Amicitia Zurich : Champion de Suisse - Steaua Bucarest : Champion de Roumanie - HB Liverpool : Champion de Grande-Bretagne | - Maccabi Rishon LeZion : Champion d'Israël - CC Ortigia Siracusa : Champion d'Italie - HB Eschois Fola : Champion du Luxembourg - Veszprémi ÁÉV-Bramac SE : Champion de Hongrie - Stavanger IF : Champion de Norvège - HV Sittardia : Champion des Pays-Bas - ABC Braga : Champion du Portugal - Dukla Prague : Champion de Tchécoslovaquie - Halkbank Ankara :Champion de Turquie - Redbergslids IK : Champion de Suède - ZMC Amicitia Zurich : Champion de Suisse - Steaua Bucarest : Champion de Roumanie - HB Liverpool : Champion de Grande-Bretagne | - Maccabi Rishon LeZion : Champion d'Israël - CC Ortigia Siracusa : Champion d'Italie - HB Eschois Fola : Champion du Luxembourg - Veszprémi ÁÉV-Bramac SE : Champion de Hongrie - Stavanger IF : Champion de Norvège - HV Sittardia : Champion des Pays-Bas - ABC Braga : Champion du Portugal - Dukla Prague : Champion de Tchécoslovaquie - Halkbank Ankara :Champion de Turquie - Redbergslids IK : Champion de Suède - ZMC Amicitia Zurich : Champion de Suisse - Steaua Bucarest : Champion de Roumanie - HB Liverpool : Champion de Grande-Bretagne | - Maccabi Rishon LeZion : Champion d'Israël - CC Ortigia Siracusa : Champion d'Italie - HB Eschois Fola : Champion du Luxembourg - Veszprémi ÁÉV-Bramac SE : Champion de Hongrie - Stavanger IF : Champion de Norvège - HV Sittardia : Champion des Pays-Bas - ABC Braga : Champion du Portugal - Dukla Prague : Champion de Tchécoslovaquie - Halkbank Ankara :Champion de Turquie - Redbergslids IK : Champion de Suède - ZMC Amicitia Zurich : Champion de Suisse - Steaua Bucarest : Champion de Roumanie - HB Liverpool : Champion de Grande-Bretagne | - Maccabi Rishon LeZion : Champion d'Israël - CC Ortigia Siracusa : Champion d'Italie - HB Eschois Fola : Champion du Luxembourg - Veszprémi ÁÉV-Bramac SE : Champion de Hongrie - Stavanger IF : Champion de Norvège - HV Sittardia : Champion des Pays-Bas - ABC Braga : Champion du Portugal - Dukla Prague : Champion de Tchécoslovaquie - Halkbank Ankara :Champion de Turquie - Redbergslids IK : Champion de Suède - ZMC Amicitia Zurich : Champion de Suisse - Steaua Bucarest : Champion de Roumanie - HB Liverpool : Champion de Grande-Bretagne | - Maccabi Rishon LeZion : Champion d'Israël - CC Ortigia Siracusa : Champion d'Italie - HB Eschois Fola : Champion du Luxembourg - Veszprémi ÁÉV-Bramac SE : Champion de Hongrie - Stavanger IF : Champion de Norvège - HV Sittardia : Champion des Pays-Bas - ABC Braga : Champion du Portugal - Dukla Prague : Champion de Tchécoslovaquie - Halkbank Ankara :Champion de Turquie - Redbergslids IK : Champion de Suède - ZMC Amicitia Zurich : Champion de Suisse - Steaua Bucarest : Champion de Roumanie - HB Liverpool : Champion de Grande-Bretagne | - Maccabi Rishon LeZion : Champion d'Israël - CC Ortigia Siracusa : Champion d'Italie - HB Eschois Fola : Champion du Luxembourg - Veszprémi ÁÉV-Bramac SE : Champion de Hongrie - Stavanger IF : Champion de Norvège - HV Sittardia : Champion des Pays-Bas - ABC Braga : Champion du Portugal - Dukla Prague : Champion de Tchécoslovaquie - Halkbank Ankara :Champion de Turquie - Redbergslids IK : Champion de Suède - ZMC Amicitia Zurich : Champion de Suisse - Steaua Bucarest : Champion de Roumanie - HB Liverpool : Champion de Grande-Bretagne | - Maccabi Rishon LeZion : Champion d'Israël - CC Ortigia Siracusa : Champion d'Italie - HB Eschois Fola : Champion du Luxembourg - Veszprémi ÁÉV-Bramac SE : Champion de Hongrie - Stavanger IF : Champion de Norvège - HV Sittardia : Champion des Pays-Bas - ABC Braga : Champion du Portugal - Dukla Prague : Champion de Tchécoslovaquie - Halkbank Ankara :Champion de Turquie - Redbergslids IK : Champion de Suède - ZMC Amicitia Zurich : Champion de Suisse - Steaua Bucarest : Champion de Roumanie - HB Liverpool : Champion de Grande-Bretagne | - Maccabi Rishon LeZion : Champion d'Israël - CC Ortigia Siracusa : Champion d'Italie - HB Eschois Fola : Champion du Luxembourg - Veszprémi ÁÉV-Bramac SE : Champion de Hongrie - Stavanger IF : Champion de Norvège - HV Sittardia : Champion des Pays-Bas - ABC Braga : Champion du Portugal - Dukla Prague : Champion de Tchécoslovaquie - Halkbank Ankara :Champion de Turquie - Redbergslids IK : Champion de Suède - ZMC Amicitia Zurich : Champion de Suisse - Steaua Bucarest : Champion de Roumanie - HB Liverpool : Champion de Grande-Bretagne | - Maccabi Rishon LeZion : Champion d'Israël - CC Ortigia Siracusa : Champion d'Italie - HB Eschois Fola : Champion du Luxembourg - Veszprémi ÁÉV-Bramac SE : Champion de Hongrie - Stavanger IF : Champion de Norvège - HV Sittardia : Champion des Pays-Bas - ABC Braga : Champion du Portugal - Dukla Prague : Champion de Tchécoslovaquie - Halkbank Ankara :Champion de Turquie - Redbergslids IK : Champion de Suède - ZMC Amicitia Zurich : Champion de Suisse - Steaua Bucarest : Champion de Roumanie - HB Liverpool : Champion de Grande-Bretagne | - Maccabi Rishon LeZion : Champion d'Israël - CC Ortigia Siracusa : Champion d'Italie - HB Eschois Fola : Champion du Luxembourg - Veszprémi ÁÉV-Bramac SE : Champion de Hongrie - Stavanger IF : Champion de Norvège - HV Sittardia : Champion des Pays-Bas - ABC Braga : Champion du Portugal - Dukla Prague : Champion de Tchécoslovaquie - Halkbank Ankara :Champion de Turquie - Redbergslids IK : Champion de Suède - ZMC Amicitia Zurich : Champion de Suisse - Steaua Bucarest : Champion de Roumanie - HB Liverpool : Champion de Grande-Bretagne |

Remarque : à noter l'absence du tenant du titre du SKA Minsk puisque l'URSS est représenté par son champion, le CSKA Moscou.

## Tours préliminaires

### Premier tour
| Équipe                  | Aller   | Total   | Retour  | Équipe                    |
| ----------------------- | ------- | ------- | ------- | ------------------------- |
| Veszprémi ÁÉV-Bramac SE | 32 – 24 | 64 – 51 | 32 – 27 | Maccabi Rishon LeZion     |
| Vikingur Reykjavik      | 29 – 13 | 67 – 22 | 38 – 9  | HB Liverpool              |
| Stavanger IF            | 16 – 25 | 33 – 50 | 17 – 25 | Kolding IF Håndbold       |
| CC Ortigia Siracusa     | 26 – 18 | 45 – 46 | 19 – 28 | Halkbank Ankara           |
| ATSE Waagner Biro Graz  | 15 – 29 | 28 – 64 | 13 – 25 | Dukla Prague              |
| ZMC Amicitia            | 26 - 14 | 42 – 36 | 16 – 22 | ABC Braga                 |
| IKN Larnacas            | 23 – 42 | 41 – 84 | 18 – 42 | Ionikós de Néa Filadélfia |
| HV Sittardia            | 19 – 28 | 29 – 38 | 10 – 18 | Sporting Neerpelt         |
| USM Gagny               | 21 – 21 | 35 – 40 | 14 – 19 | CD Bidasoa                |
| Redbergslids IK         | 30 – 21 | 62 – 42 | 32 – 21 | BK-46 Karis               |
| Steaua Bucarest         | 26 – 22 | 48 – 43 | 22 – 21 | CSKA Sofia                |
| HB Eschois Fola         | 11 – 29 | 22 – 59 | 11 – 30 | SC Empor Rostock          |
| Vestmanna IF            | –       | 17 – 28 | –       | TUSEM Essen               |

### Deuxième tour
| Équipe             | Aller   | Total   | Retour  | Équipe                    |
| ------------------ | ------- | ------- | ------- | ------------------------- |
| CSKA Moscou        | 24 – 14 | 46 – 36 | 22 – 22 | Veszprémi ÁÉV-Bramac SE   |
| Vikingur Reykjavik | 19 – 16 | 44 – 27 | 38 – 9  | Kolding IF Håndbold       |
| Halkbank Ankara    | 25 – 28 | 44 – 65 | 19 – 37 | Metaloplastika Šabac      |
| ZMC Amicitia       | 21 – 19 | 37 – 39 | 16 – 20 | Dukla Prague              |
| CD Bidasoa         | 15 – 14 | 33 – 31 | 18 – 17 | Sporting Neerpelt         |
| Steaua Bucarest    | 28 – 21 | 53 – 51 | 25 – 30 | Redbergslids IK           |
| SC Empor Rostock   | 22 – 19 | 38 – 40 | 16 – 21 | TUSEM Essen               |
| Wybrzeże Gdańsk    | 30 – 15 | 57 – 31 | 27 – 16 | Ionikós de Néa Filadélfia |

## Phase finale
| \| Prague Šabac Reykjavik Bucarest Moscou Gdańsk Essen Irun \| Localisation des équipes en phase finale. |
| Prague Šabac Reykjavik Bucarest Moscou Gdańsk Essen Irun                                                 |

|  | Quarts de finale     | Quarts de finale     | Quarts de finale | Quarts de finale |                      |                      | Demi-finales | Demi-finales | Demi-finales | Demi-finales |  |  | Finale | Finale | Finale | Finale |
|  |                      |                      |                  |                  |                      |                      |              |              |              |              |  |  |        |        |        |        |
|  |                      |                      |                  |                  |                      |                      |              |              |              |              |  |  |        |        |        |        |
|  |                      |                      |                  |                  |                      |                      |              |              |              |              |  |  |        |        |        |        |
|  | Metaloplastika Šabac | Metaloplastika Šabac | 25               | 26               |                      |                      |              |              |              |              |  |  |        |        |        |        |
|  | Metaloplastika Šabac | Metaloplastika Šabac | 25               | 26               |                      |                      |              |              |              |              |  |  |        |        |        |        |
|  | Dukla Prague         | Dukla Prague         | 22               | 22               |                      |                      |              |              |              |              |  |  |        |        |        |        |
|  | Dukla Prague         | Dukla Prague         | 22               | 22               | Metaloplastika Šabac | Metaloplastika Šabac | 24           | 16           |              |              |  |  |        |        |        |        |
|  |                      |                      |                  |                  | Metaloplastika Šabac | Metaloplastika Šabac | 24           | 16           |              |              |  |  |        |        |        |        |
|  |                      |                      | CSKA Moscou      | CSKA Moscou      | 24                   | 16                   |              |              |              |              |  |  |        |        |        |        |
|  | Vikingur Reykjavik   | Vikingur Reykjavik   | CSKA Moscou      | CSKA Moscou      | 24                   | 16                   | 19           | 20           |              |              |  |  |        |        |        |        |
|  | Vikingur Reykjavik   | Vikingur Reykjavik   |                  |                  |                      |                      |              | 20           |              |              |  |  |        |        |        |        |
|  | CSKA Moscou          | CSKA Moscou          | 24               | 25               |                      |                      |              |              |              |              |  |  |        |        |        |        |
|  | CSKA Moscou          | CSKA Moscou          | 24               | 25               | CSKA Moscou          | CSKA Moscou          | 18           | 18           |              |              |  |  |        |        |        |        |
|  |                      |                      |                  |                  | CSKA Moscou          | CSKA Moscou          | 18           | 18           |              |              |  |  |        |        |        |        |
|  |                      |                      | TUSEM Essen      | TUSEM Essen      | 15                   | 21                   |              |              |              |              |  |  |        |        |        |        |
|  | TUSEM Essen          | TUSEM Essen          | TUSEM Essen      | TUSEM Essen      | 15                   | 21                   | 16           | 24           |              |              |  |  |        |        |        |        |
|  | TUSEM Essen          | TUSEM Essen          |                  |                  |                      |                      |              |              |              |              |  |  |        |        |        |        |
|  | Steaua Bucarest      | Steaua Bucarest      | 11               | 24               |                      |                      |              |              |              |              |  |  |        |        |        |        |
|  | Steaua Bucarest      | Steaua Bucarest      | 11               | 24               | TUSEM Essen          | TUSEM Essen          | 22           | 12           |              |              |  |  |        |        |        |        |
|  |                      |                      |                  |                  | TUSEM Essen          | TUSEM Essen          | 22           | 12           |              |              |  |  |        |        |        |        |
|  |                      |                      | CD Bidasoa       | CD Bidasoa       | 7                    | 19                   |              |              |              |              |  |  |        |        |        |        |
|  | Wybrzeże Gdańsk      | Wybrzeże Gdańsk      | CD Bidasoa       | CD Bidasoa       | 7                    | 19                   | 19           | 14           |              |              |  |  |        |        |        |        |
|  | Wybrzeże Gdańsk      | Wybrzeże Gdańsk      |                  |                  |                      |                      |              | 14           |              |              |  |  |        |        |        |        |
|  | CD Bidasoa           | CD Bidasoa           | 19               | 19               |                      |                      |              |              |              |              |  |  |        |        |        |        |
|  | CD Bidasoa           | CD Bidasoa           | 19               | 19               |                      |                      |              |              |              |              |  |  |        |        |        |        |
|  |                      |                      |                  |                  |                      |                      |              |              |              |              |  |  |        |        |        |        |

### Quarts de finale
Les résultats des quarts de finale sont, :
| Équipe               | Aller   | Total   | Retour  | Équipe          |
| -------------------- | ------- | ------- | ------- | --------------- |
| Vikingur Reykjavik   | 19 – 24 | 39 – 49 | 20 – 25 | CSKA Moscou     |
| Metaloplastika Šabac | 25 – 22 | 51 – 44 | 26 - 22 | Dukla Prague    |
| Wybrzeże Gdańsk      | 19 – 19 | 33 - 38 | 14 – 19 | CD Bidasoa      |
| TUSEM Essen          | 16 – 11 | 40 - 35 | 24 – 24 | Steaua Bucarest |

### Demi-finales
Les résultats des demi-finales sont,
| Équipe               | Aller   | Total    | Retour  | Équipe      |
| -------------------- | ------- | -------- | ------- | ----------- |
| Metaloplastika Šabac | 24 – 24 | 40 – 40* | 16 - 16 | CSKA Moscou |
| TUSEM Essen          | 22 – 07 | 34 – 26  | 12 - 19 | CD Bidasoa  |

* Lors de la demi-finale aller, le Metaloplastika Šabac, vainqueur de la compétition en 1985, 1986, mène 24-22 à deux minutes de la fin mais Moscou parvient à égaliser pour ramener un match nul malgré l'ambiance hostile fréquente dans les salles en Yougoslavie. Le match retour à Moscou s'est avéré tout aussi serré : mené 15-16, le CSKA se voit accorder un jet de 7 mètres sur leur dernière attaque, transformé avec sans froid par Jitnikov. Le CSKA Moscou est alors qualifié aux dépens du Metaloplastika Šabac selon la règle du nombre de buts marqués à l'extérieur (24 contre 16).

### Finale
Après avoir remporté le match aller 18 à 15, le CSKA Moscou est en grand difficulté à la mi-temps du match retour, étant mené 13 à 5 par le TUSEM Essen et son arrière gauche Mikhaïl Vassiliev ayant eu le nez cassé. Finalement, Vassiliev a pu revenir sur le parquet et grâce à l'excellente seconde mi-temps du gardien de but Nicolaï Zhoukov, Moscou est peu à peu parvenu à combler l'écart (14-16). Les Allemands reprennent ensuite cinq buts d'avance (21-16) mais les Soviétiques marquent les deux derniers buts pour s'incliner 18 à 21 : comme en demi-finale, les deux équipes sont départagées selon la règle du nombre de buts marqués à l'extérieur au profit du CSKA Moscou qui remporte sa deuxième coupe d'Europe consécutive après la victoire en Coupe des coupes.
| Club        | Aller   | Total   | Retour  | Club        |
| ----------- | ------- | ------- | ------- | ----------- |
| CSKA Moscou | 18 – 15 | 36 – 36 | 18 – 21 | TUSEM Essen |

Finale aller
| 16 mai 1988 | CSKA Moscou | 18 – 15 | TUSEM Essen | Moscou |
| 16 mai 1988 | (10-8)      |         |             | Moscou |
| 16 mai 1988 | Rapport     |         |             | Moscou |

Finale retour
| 25 mai 1988 | TUSEM Essen        | 21 – 18 | CSKA Moscou           | Grugahalle, Essen Affluence : 11 000 Arbitrage : Joszef Ambrus, Vazlaw Formanek |
| 25 mai 1988 | Jochen Fraatz (12) | (13-5)  | Mikhaïl Vassiliev (5) | Grugahalle, Essen Affluence : 11 000 Arbitrage : Joszef Ambrus, Vazlaw Formanek |
| 25 mai 1988 | ×4                 | Rapport | ×1 ×4                 | Grugahalle, Essen Affluence : 11 000 Arbitrage : Joszef Ambrus, Vazlaw Formanek |

- TUSEM Essen : Stefan Hecker, Detlef Böhme (n.e.) – Jochen Fraatz (12 dont 1 pen.), Alfreð Gíslason (6), Peter Quarti (3), Peter Krebs  , Thomas Happe , Wolfgang Kubitzki , Thorsten Stoschek, Jörg Spreitzer, Jörg Liekenbrock, Fred Tonder (n.e.), Reinhard van der Heusen (n.e.). Entraîneur : Hans-Dieter Schmitz
- CSKA Moscou Nicolaï Zhoukov, Mikhaïl Levine – Mikhaïl Vassiliev  (5), Iouri Zakharov  (4 dont 1 pen.), Vadim Moursakov (3), Igor Sasankov (3), Igor Zubjuk (en)  (1), Nicolaï Ermoline (1), Alexandre Rimanov  (1), Igor Vlaskine , Vladimir Manouilenko, Iouri Jitnikov. Entraîneur : Valeri Melnik

## Le champion d'Europe
| Coupe des clubs champions 1987-1988 CSKA Moscou 1er titre |

L'effectif du CSKA Moscou était :
- gardiens de but : Nicolaï Zhoukov, Mikhaïl Levine
- ailier gauche : Igor Zubjuk (en)
- ailier droit : Vadim Moursakov
- arrières droits : Iouri Zakharov, Vladimir Manouilenko
- demi-centres : Igor Sazankov, Nicolaï Ermoline
- arrière gauche : Mikhaïl Vassiliev
- pivots : Alexandre Rimanov, Igor Vlaskine, Iouri Jitnikov
- Entraîneur : Valeri Melnik

Remarque : Talant Dujshebaev et Oleg Grebnev n'auraient donc pas remporté la compétition.